# Карен Хоф
Карен Хоф (дан. Karen Hoff; Вордуп Рандерс 29. мај 1921 — 29. фебруар 2000) бивша је данска кајакашица репрезентативка Данске крајем 1940-их и почетком 1950-их година. Олимпијска је опобедница на Олимпијских игара 1948. у Лондону, светска првакиња, добитница многих регата националног и међународног значаја.

## Биографија
Активно ангажована на веслању кајакоком постала је са 13 година, у локалном кајаку клубу Гудени.
Први велики успех на међународном нивоу сениора постигнут је у сезони 1948. године, када је у саставу данске репрезентације, учествовала на Светском првенству 1948. у Лондону, где је у трци кајака двоседа, заједно са својом партнерком Бодил Свендсен победила у дисциплини К-2 на 500 м.
Захваљујући успешним резултатима, позвана је да брани своје успехе као представница земље на првим Олимпијским играма 1948. у Лондону на која су се у дисвиплини кајак једносед К-1 на 500 метара први пут такмичиле жене. У квалификацијама је била прва у својој групи да би и у финалу била најбоља освајајући прву златну олимпијску медаљу.
Поставши олимпијска победница Карен Хоф је још неко време остала у првој постави кајакашке репрезентације Данске и наставила да учествује на највећим међународним регатама. Тако је 1950. учествовала на Светском првенству 1950. одржаном код куће у Копенхагену, где у својој дисциплини К-1 на 500 метара добила сребрну медаљу, иза представнице Финске Силви Сајмо, следећа олимпијска победница у о овој дисциплини. Последњи пут је постигла значајан резултат у сезони 1952. године, када је седми пут освојила титулу првака Данске.
По завршетку спортске каријере Карен Хоф је водила продавницу и до касног доба није престала веслати, редовно учествујући на разним аматерским такмичењима. 